# Moine
Moine – rzeka we Francji, przepływająca przez tereny departamentów Maine i Loara, Deux-Sèvres oraz Loara Atlantycka, o długości 68,8 km. Stanowi prawy dopływ rzeki Sèvre nantaise. 
Moine przepływa przez miasto Cholet.